# Wawrzyniec Brzozowski
Wawrzyniec Brzozowski (ur. 1953 w Krakowie) – polski tłumacz literatury francuskojęzycznej i historyk sztuki.

## Życiorys
Laureat Nagrody „Literatury na Świecie” za debiut translatorski oraz dwukrotnie nominowany do Nagrody Literackiej Gdynia w kategorii przekład na język polski. Tłumaczył dzieła takich twórców jak m.in.: Alfred Jarry, Georges Perec, Marcel Proust, a także pamiętniki króla Stanisława Augusta Poniatowskiego (pisane oryginalnie po francusku).
Syn Tadeusza Brzozowskiego. Jego matką była Barbara Gawdzik-Brzozowska.

## Nagrody i nominacje
- Nagroda „Literatury na Świecie” za rok 2001 w kategorii debiut za tłumaczenie książki Życie instrukcja obsługi Georgesa Pereca[2][3][4].
- Nominacja do Nagrody Literackiej Gdynia 2014 za przekład na język polski książki Pamiętniki króla Stanisława Augusta. Antologia[5].
- Nominacja do Nagrody Literackiej Gdynia 2020 za przekład na język polski książki W poszukiwaniu straconego czasu. W cieniu rozkwitających dziewcząt Marcela Prousta[6].